# Döscher-Werft
Die Döscher-Werft war eine Boots- und Kutterwerft in Cuxhaven, die 1945 gegründet wurde. Unklar ist, ob der Betrieb 1964 oder 1969 eingestellt wurde. Die Werft hatte sich neben Bau und Reparatur von Kuttern insbesondere auf die Herstellung von Börtebooten spezialisiert.

## Vorgeschichte
Cuxhaven wurde 1937 mit dem Groß-Hamburg-Gesetz von Hamburg an die preußische Provinz Hannover angegliedert. Seit 1938 erfolgte der Bau des Neuen Fischereihafens. An der Ostseite des Schleusenpriels siedelten sich zwischen 1938 und 1945 drei Werftbetriebe an, die sich als „Kutterwerften“ einen Namen machten: Als erste 1938 die Böhmewerft, nach dem Zweiten Weltkrieg 1945 die Mews-Werft sowie die Döscher-Werft.

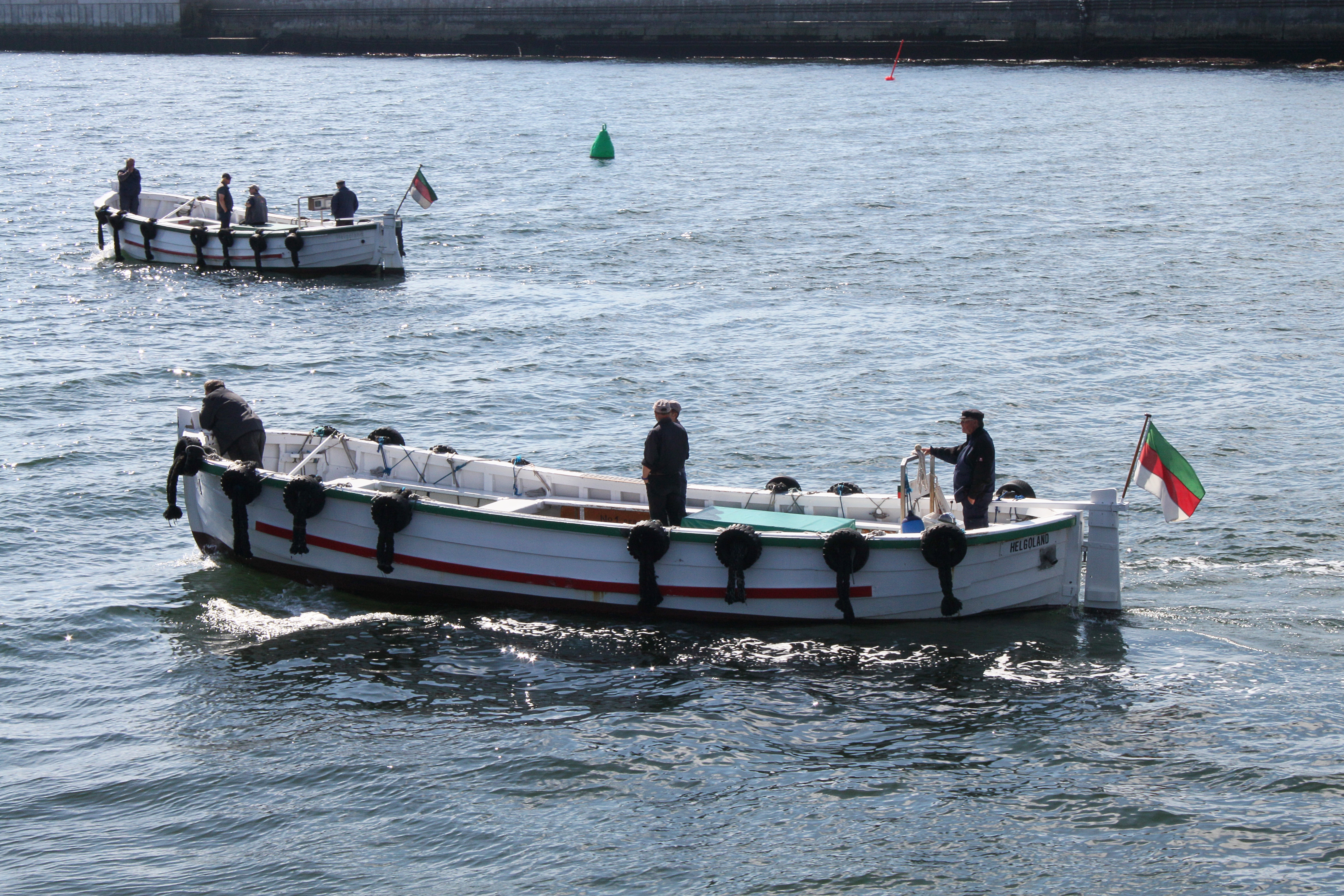
Börteboote auf Helgoland

## Überlieferung zur Döscher-Werft
Kurt Döscher siedelte sich mit seinem Betrieb 1945 an der Ostseite des Neuen Fischereihafens in der heutigen Kapitän-Alexander-Straße 15 direkt neben der Mews-Werft an. Der Handelsregistereintrag für die Jahre 1946–1947 nennt neben Kurt Döscher zudem Ludwig Kraus als Inhaber, über den keine weiteren Informationen vorliegen.
Die Werft konzentrierte sich auf den Bau von Schiffen und Booten in Holzbauweise: Neubauten, Umbauten und Reparaturen von Helgoländer Börtebooten und Kuttern aus der Fischerei bildeten das Hauptbetätigungsfeld des kleinen Betriebes. Spezialität der Werft war der Bau von Börtebooten. Bis 1964 stellte sie acht dieser Boote her. Als in den 1960er Jahren im Bootsbau die Verarbeitung von glasfaserverstärktem Kunststoff (GFK) begann, ging die Nachfrage nach pflegeaufwändigen Holzbooten zurück. Eine Umstellung oder Erweiterung auf GFK-Bauten unterblieb. Aufgrund der schrumpfenden Nachfrage musste die Döscher-Werft den Betrieb aufgeben. Unklar ist, ob Kurt Döscher den Betrieb bis 1964 oder 1969 führte. Im Jahr 1969 starb der Werftgründer.

## Neubauten der Werft (Auswahl)
Eine Bauliste der Döscher-Werft existiert bislang nicht in der Literatur. Bekannt ist (zurzeit) lediglich ein Neubau:
- 1957 Meedland, ex Noctiluca, ex Maria (HEL 12): Das Börteboot von der Döscher-Werft gehört heute dem Hamburger Bauunternehmer Jan Brauckmann.[6][7][8]

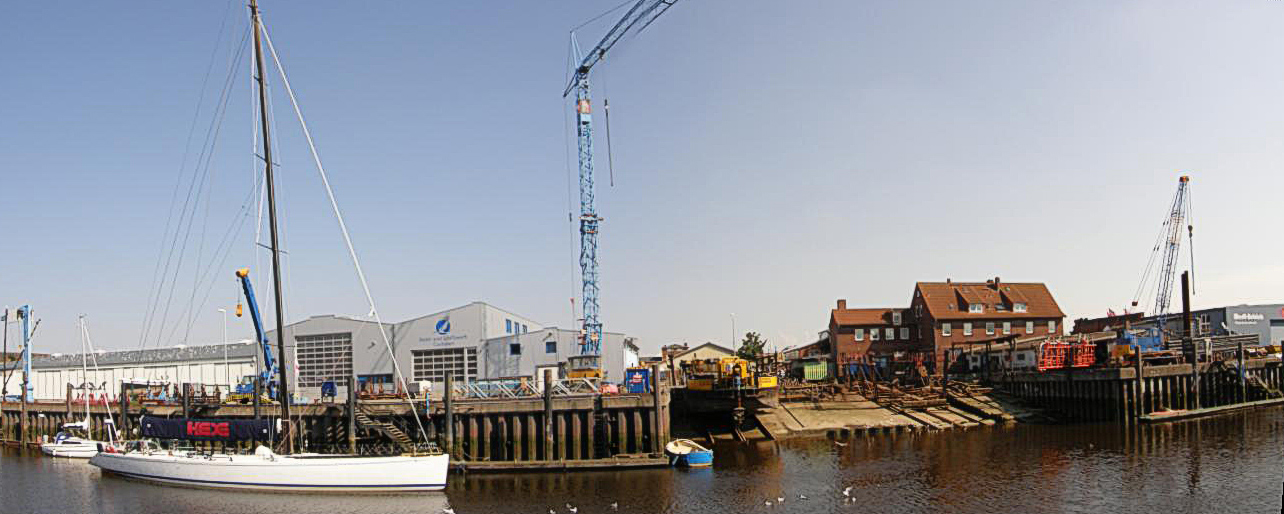
Gelände der Werften am Schleusenpriel. Links am Bildrand das Winterlager der Segler-Vereinigung Cuxhaven

## Ende des Werftbetriebes
Im Gegensatz zur Böhmewerft und der Mews-Werft fand die Döscher-Werft nach Aufgabe des Betriebes keinen Nachfolger. Auf dem Gelände der Werft richtete die Segler-Vereinigung Cuxhaven e. V.  (SVC) später ihr Winterlager für Boote ein. Nach einer der Quellen war der frühere Werftbesitzer Kurt Döscher bis zu seinem Tod 1969 als Hafenmeister des Vereins tätig.